# Gasthaus zur Krone (Berkheim)

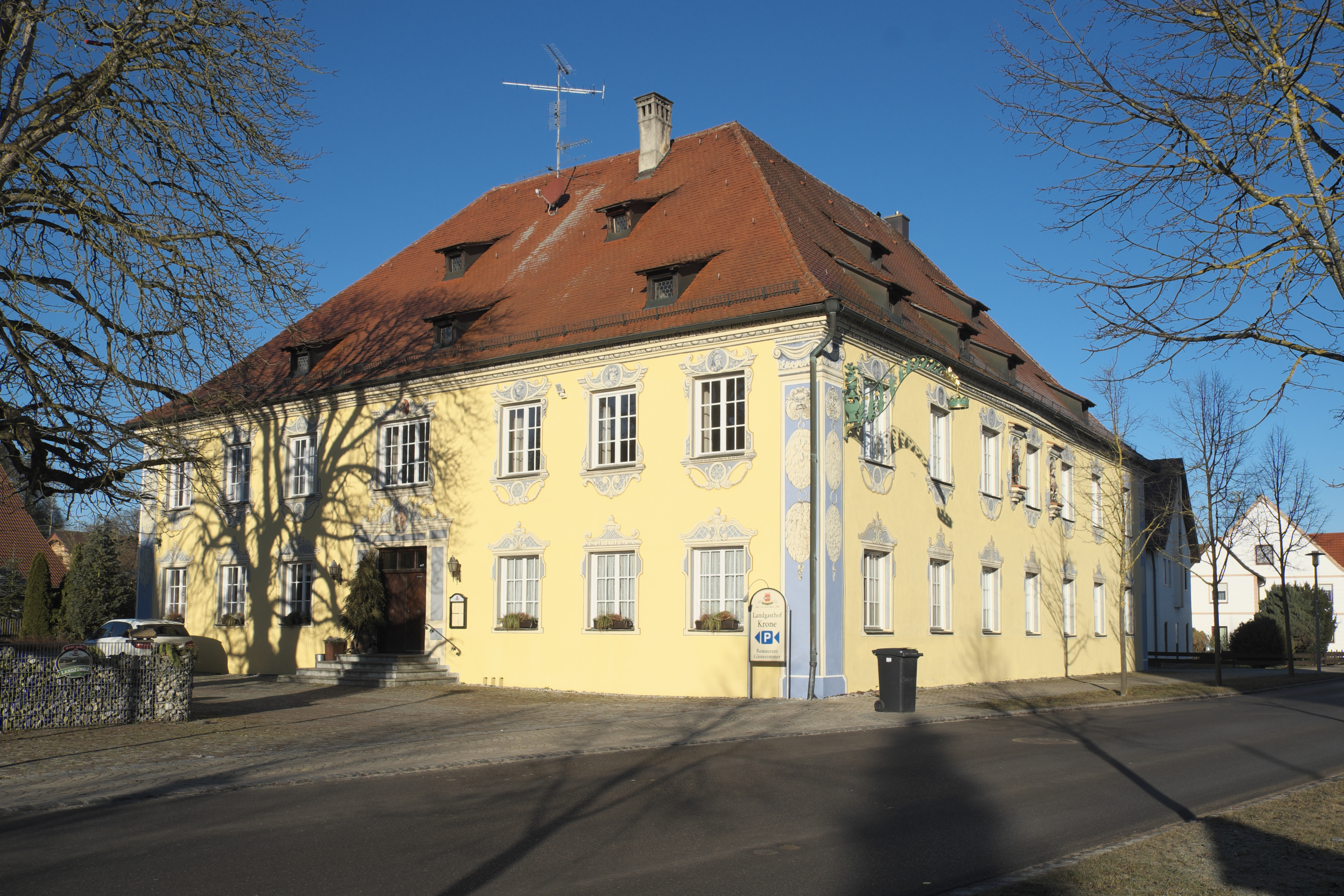
Gasthaus zur Krone in Berkheim

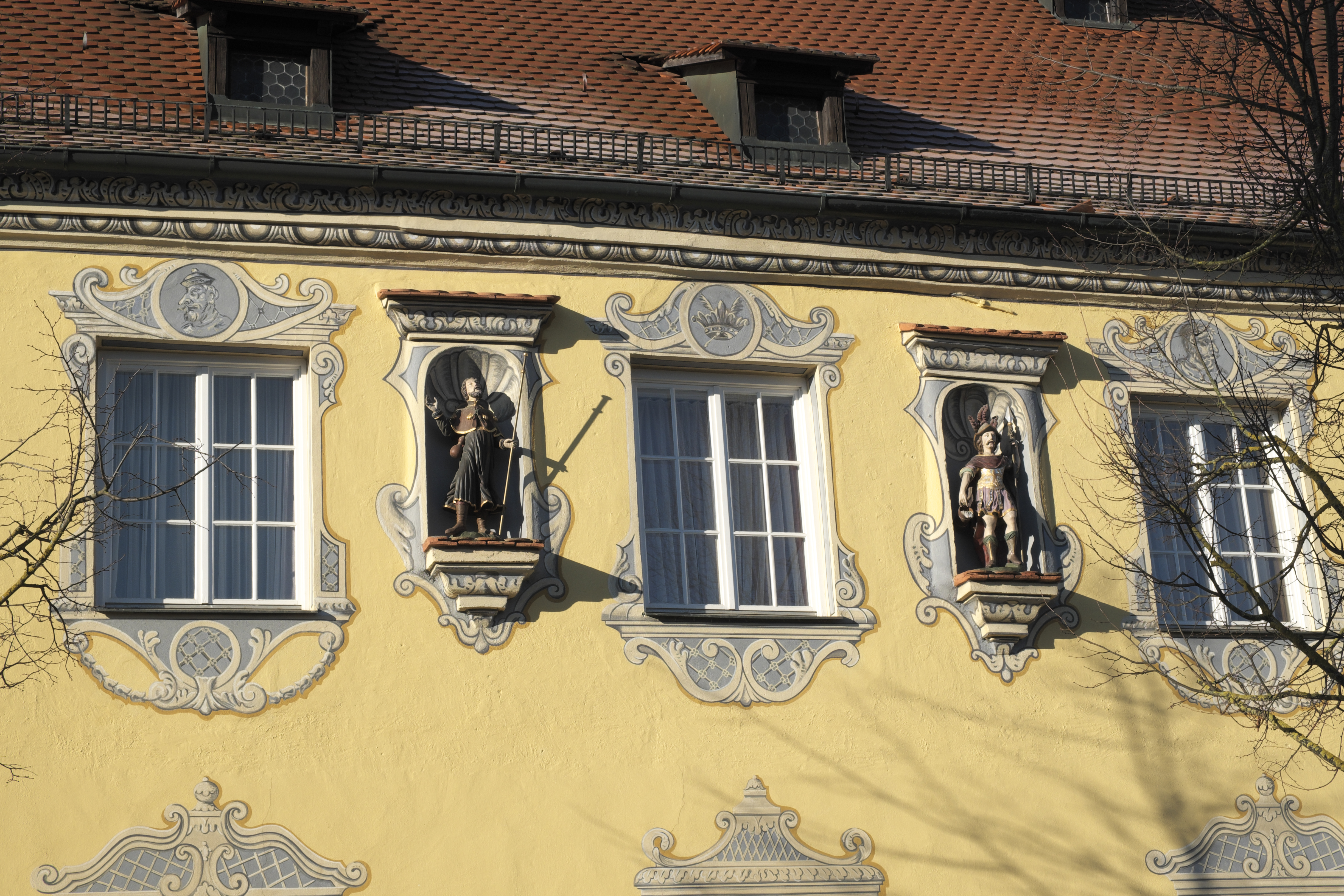
Figuren der Heiligen Willebold und Florian

Das Gasthaus zur Krone in Berkheim, einer Gemeinde im baden-württembergischen Landkreis Biberach, wurde 1656 errichtet. Das Gasthaus an der Hauptstraße 29 ist ein geschütztes Kulturdenkmal.
Der zweigeschossige Bau mit Walmdach und sieben zu sieben Fensterachsen war bis 1913 eine Poststation.
An der straßenseitigen Fassade befinden sich zwei Heiligennischen mit den Figuren des heiligen Willebold und des heiligen Florian. Es sind Kopien der Originale aus dem 17. Jahrhundert.